# Finlands körledarförening
Finlands körledarförening (på finska: Suomen Kuoronjohtajayhdistys) är en förening för kördirigenter verksamma i Finland. Den har som syfte att påverka den konstnärliga och pedagogiska utvecklingen av körlivet i Finland, utveckla samarbetet mellan dirigenter, erbjuda utbildning och förbättra dirigenternas status. Föreningen utser årligen ”Årets körledare” och ”Årets körskiva”. Ordförande sedan 1997 är Kari Turunen.

## Årets körledare
- 1995 – Kari Ala-Pöllänen
- 1996 – Matti Hyökki
- 1997 – Astrid Riska
- 1998 – Heikki Liimola
- 1999 – Timo Nuoranne
- 2000 – Jani Sivén
- 2001 – Seppo Murto
- 2002 – Tauno Satomaa
- 2003 – Tapani Tirilä
- 2004 – Rita Varonen
- 2005 – Pekka Kostiainen
- 2006 – Marjukka Riihimäki
- 2007 – Kari Pappinen
- 2008 – Kari Turunen
- 2009 – Timo Lehtovaara
- 2010 – Pasi Hyökki
- 2011 – Ognian Vassilev

## Årets körskiva
- 1994 – Kinesis (Ylioppilaskunnan Laulajat)
- 1995 – Stabat Mater  (Tapiolan Kamarikuoro)
- 1996 – Raudan kirous (Dominante)
- 1997 – Vision of Man (Ylioppilaskunnan Laulajat)
- 1998 – Einojuhani Rautavaaran Vigilia (Radion kamarikuoro)
- 1999 – Rakkaus repii jäsenet (Philomela)
- 2000 – Kostiainen conducts Kostiainen 3 —Mull’ on heila ihana (Musica-kuoro)
- 2001 – Lust (Akademiska Damkören Lyran)
- 2002 – Eclectica (Tapiolan kamarikuoro)
- 2003 – True and False Unicorn (Radion kamarikuoro)
- 2004 – Carmen de sole (Ylioppilaskunnan Laulajat)
- 2005 – Maasta (EMO Ensemble)
- 2006 – Kulkija (Campanella)
- 2007 – Panihida (Kamarikuoro Krysostomos)
- 2008 – Lempeä (Dominante)
- 2009 – Lehdellä – Among the Leaves (Hämäläis-Osakunnan Laulajat)
- 2010 – Mitä tuosta, jos ma laulan (Tapiolan kamarikuoro)
- 2011 – Missa Baltica (Key Ensemble)